# Brya ebenus
Brya ebenus är en ärtväxtart som först beskrevs av Carl von Linné, och fick sitt nu gällande namn av Dc. Brya ebenus ingår i släktet Brya och familjen ärtväxter. Inga underarter finns listade i Catalogue of Life.
Brya ebenus växer på Jamaica och Cuba, dess trävirke används för amerikansk ebenholts.